# Евре-Девідал

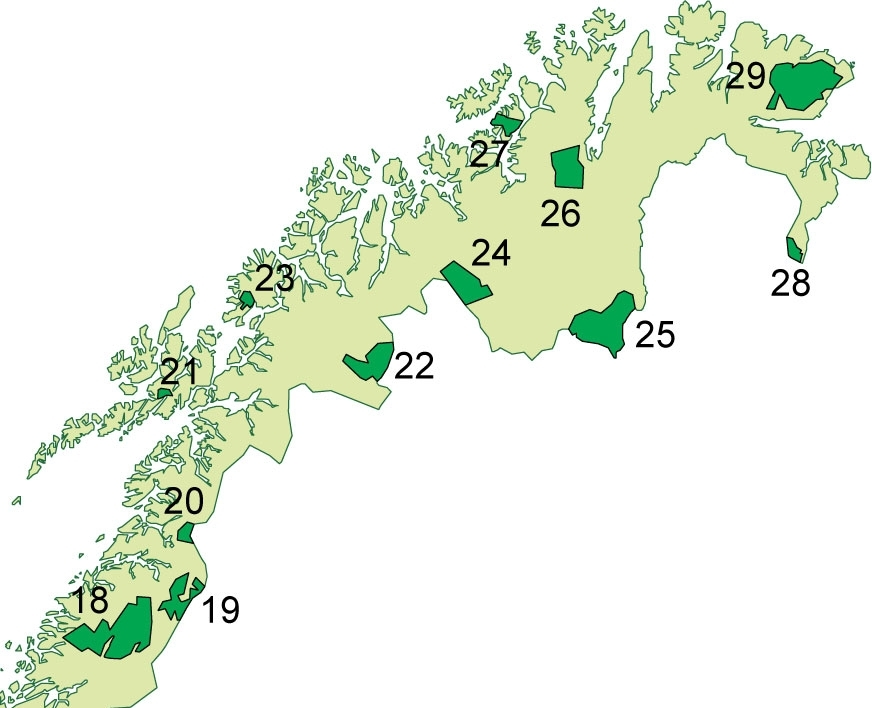
Національний парк Евре Дивідал на даній карті північної Норвегії позначений числом 22

Національний парк Евре Дивідал (норв. Øvre Dividal nasjonalpark) розміщений в Північній Норвегії, на території комуни Молсельв, яка входить до складу фюльке Тромс. Парк був створений 9 липня 1971  році, і до 1 грудня  2006 року займав площу в 742,8 км² (74280 га). У 2006 році територію парку було вирішено збільшити на 30 км², частина якої було виділено під заповідник Дівідален, таким чином на даний момент площа парку складає 770 км².
Основною причиною заснування в цих місцях національного парку є необхідність зберегти й мінімізувати вплив техногенних факторів на унікальні гірські ландшафти та екосистему центральних областей північної Норвегії.

## Назва
Дана назва етимологічно походить від норвезької та саамської. «Øvre» в норвезькій мові означає верхній. Перша частина «Dividal» походить від саамського слова «dievvá», яке означає кругла суха гора, друга частина — «dal» в норвезькій мові означає «долина».

## Рельєф і клімат
Для парку характерні в основному гірські ландшафти з типовими для даної частини північної Норвегії формами рельєфу: широкі плато з величезними долинами, округлі гірські хребти з пологими схилами і достатня кількість дуже великих і малих озер. Переважають соснові й березові лісі. В долинах парку зустрічаються численні насипи валунів Льодовикового походження, та багато інших залишків древніх порід які були принесені сюди зі Швеції під час останнього льодовикового періоду.
Територія парку знаходиться в альпійському поясі арктичної кліматичної зони, з холодною зимою і відносно теплим літом. Максимальна зареєстрована температура на території парку була 30,8 °C.